# Bohdan Andrzejewski
Bohdan Andrzejewski (* 15. ledna 1942 Kielce, Polsko) je bývalý polský sportovní šermíř, který se specializoval na šerm kordem. Polsko reprezentoval v šedesátých a sedmdesátých letech. Na olympijských hrách startoval v roce 1968 v soutěži jednotlivců a družstev a v roce 1964, 1972 v soutěži družstev. V roce 1969 získal titul mistra světa v soutěži jednotlivců. S polským družstvem kordistů vybojoval na olympijských hrách v roce 1968 bronzovou olympijskou medaili a v roce 1963 titul mistra světa.